# Reginald Sackville (7e comte De La Warr)
Reginald Windsor Sackville (21 février 1817 - 5 janvier 1896) est un ecclésiastique et propriétaire foncier britannique.

## Biographie
Il est le troisième fils de George Sackville-West (5e comte De La Warr), et de Lady Elizabeth Sackville, baronne Buckhurst à part entière, fille et héritière de John Sackville (3e duc de Dorset). Né Reginald West, il prend en 1843, sous licence royale, le nom additionnel de Sackville et, en 1871, celui de Sackville uniquement ,.
Il est recteur de Withyam, Sussex de 1841 à 1865 et aumônier à la reine de 1846 à 1865 . Il succède à sa mère comme baron Buckhurst en 1870, selon un extrait spécial des lettres patentes (l'intention est que la baronnie de Buckhurst soit toujours séparée du comté de De La Warr). Trois ans plus tard, il accède au comté après le suicide de son frère aîné, Charles. Son frère cadet Mortimer revendique alors la baronnie de Buckhurst. Cependant, la demande de Mortimer est rejetée par la Chambre des lords . Lord De La Warr est un membre actif de la Chambre des lords . De 1871 à 1895, il est grand intendant de Stratford-upon-Avon.

## Famille
Lord De La Warr épouse en 1867 l'honorable Constance Mary Elizabeth Baillie-Cochrane, fille d'Alexander Baillie-Cochrane (1er baron Lamington). Ils ont plusieurs enfants, dont Lady Edeline Sackville, épouse de Gerald Strickland. Son fils aîné Lionel Charles Cranfield Sackville, vicomte Cantelupe (1868-1890), meurt avant lui. Lord De La Warr meurt en janvier 1896, à l'âge de 78 ans. Son fils unique, Gilbert Sackville (8e comte De La Warr), lui succède ,. À travers Gilbert, Reginald Sackville est le grand-père du ministre Herbrand Sackville (1900-1976).
La comtesse De la Warr se remarie avec le révérend Paul Williams Wyatt en 1902. Elle est décédée en juillet 1929, à l'âge de 83 ans ,.